# Томагавк
Томагавк (англ. tomahawk ['tɔməhɔːk]) — боевой топор индейцев Северной Америки. Название происходит от английской транслитерации термина различных восточноалгонкинских языков. Первоначально так назывались разнообразные боевые дубинки и палицы, позднее — металлические топорики. В других языковых группах имелись собственные соответствующие обозначения.
Лопасти (полотна) томагавков имеют или одну из многочисленных форм топорика или выполнены в виде остроконечного клинка, перпендикулярного рукоятке («эспонтонные томагавки»). Обух может иметь чашечку для курения («трубочные томагавки»), остриё, молоток или просто быть закруглённым.
Использовался как оружие ближнего боя и как спортивный снаряд для метания, но в бою метался редко, хотя и задокументировано немало фактов подобного применения.

## Происхождение названия
Название «томагавк» (tomahak, позже tomahauk) впервые включил в свой краткий словарь, составленный в 1607—1609 годах, известный колонист и исследователь из Виргинии Джон Смит. Он же его взял, несколько исказив, из языка местных индейцев повхатанов, относящегося к алгонкинской языковой подсемье. 
Во всех алгонкинских языках восточной части Северной Америки имелись разновидности этого слова, но для каких именно видов оружия или инструментов они применялись, об этом есть разные мнения. Колонисты стали так называть самые разнообразные деревянные боевые дубинки (например, с шарообразным навершием или в виде сабли с плоским концом), каменные топоры (клиновидные или с поперечным с желобчатым перехватом для закрепления рукоятки) и европейские топорики, появившиеся у индейцев. Так, англичанин Уильям Вуд в книге, изданной в 1634 году, писал: «Томагавки — это палки длиной в два с половиной фута с большим набалдашником, похожим на футбольный мяч». 
Ирокезы называли такую дубинку с шаром гаджева (gä-je’-wä). Во множестве других индейских языков, кроме того, относящихся к разным языковым семьям, имелись свои названия для разных видов оружия, в том числе и для топориков европейского происхождения. Например, по Л. Г. Моргану, у ирокезов сенека слово o-sque’-sont первоначально относилось к каменным топорам с желобчатым перехватом. Оно же перешло и на металлические топорики.

### Традиционные индейские термины
- Алгонкинские языки: протоалгонкинский корень temah- — «отрезать», повхатаны — tamahaac[10]; делавары — tëmahikàn (-ni), təmahikan, где təmə- «отрезать» и -hikan — суффикс, означающий «орудие»[11], малеситы и пассамакводди — tomhikon, абенаки — demahigan.
- Ирокезские языки: сенека — o-sque’-sont; онайда — atkulé·ki[12]; тускарора — no-Kuh (топор)[13]; чероки — galuysdi (топор)[14].
- Сиуанские языки: санти дакоты — oŋspecaŋnoŋpa[15].

## Происхождение томагавков
Металлическими топорами и томагавками индейцев снабжали поселенцы. Большая часть томагавков изготовлена на фабриках Европы: во Франции, Англии, Голландии и Испании. Испанцы менее других снабжали индейцев топорами. Зато остальные страны, вместе с появившимися США и Канадой, поставили их сотни тысяч. Индейцы своими силами могли изготовить только самые примитивные «беспроушные томагавки», но у них поселялись кузнецы, которые ремонтировали и изготовляли различные железные предметы.
Считается, что от испанцев происходят томагавки с широкими лунообразными полотнами. Для англичан характерны различные варианты обычных топориков. Французы Канады первыми стали производить томагавки в форме не топорика, а клевца — «эспонтонные томагавки». Первоначально в Северную Америку и к индейцам попадали обычные европейские топоры, но их параметры оказывались не совсем подходящими. Поэтому шёл процесс отбора и создания своих вариантов. Например, стали наиболее популярно форма, известная ещё раньше Европе как «полутопор» (англ. half-axe). Примерно с 1700 года уже широко производились типичные разновидности томагавков. Основная часть томагавков восточной части произведена в 1740—1850 годы. На Западе они относятся к 1830—1890 годам.
Предпочтения тех или иных форм томагавков индейцами разных племён менялось со временем и определялось предложением производителей. Бойки или головки томагавков первоначально изготовлялись из железа и стали. Позже также стали применять бронзу или латунь. Или из железа или цветного металла делали головку, но в переднюю часть полотна вставляли стальное лезвие. Томагавки из простого железа без закалки являлись фальсификатом, который обманом продавался индейцам. Немало было трубочных и эспонтонных томагавков из мягких металлов — олова и свинца. Причём их нельзя назвать декоративными, так как они были в ходу с Войны за независимость до самого конца XIX века.

## Виды

### Беспроушные томагавки

#### Кельты
Наиболее ранние «томагавки» индейцев с металлическими лезвиями (англ. celtiform или celt form tomahawks) повторяют конструкцию местных древних каменных и медных клиновидных топоров, не имеющих отверстий для насадки. Их железные лезвия также вставлялись (забивались) заострённым обушком в рукоятку. Железо имеет европейское происхождение. Время бытования — примерно сер. XVI в. — нач. XVII в.

#### Кельты с остриём
Если кельт имеет форму узкого вытянутого треугольника, то его острый обушок проходит рукоятку насквозь, образуя сзади остриё. Плоские железные топорики изящных очертаний с более широким остриём на обухе поставляли испанцы. Они предназначались для вставки в расщеплённую рукоятку. Сверху и снизу полотна у них имеются углубления, обеспечивающие надёжную фиксацию на рукоятке привязкой. Полотно кельта может для укрепления иметь продольное выпуклое ребро. Позже торговая Компания Гудзонова залива производила подобные топоры из бронзы. Полотно у них в форме простого широкого треугольника и усилено элементами жёсткости. Сверху и снизу также находятся углубления для фиксации на рукоятке. Кельт XVIII века может быть вкован в обойму, имеющую снизу штырь, который предназначен для вставки в деревянную рукоятку, что сближает их с алебардовыми томагавками этого же периода.
Даже в конце XIX в. у индейцев обнаруживаются томагавки-кельты: в виде топорика с выступающим острым обушком или вбитого в рукоять клинка (эспонтонный тип), изготовленные из различного металлолома.

### Проушные томагавки

#### Миссурийские военные топоры
В районе реки Миссури среди девяти или более племён с начала и до середины XIX века были популярны поставляемые канадскими французами томагавки в стиле «миссурийских военных топоров» (англ. Missoruri War Axe). Сам термин был введён коллекционерами индейского оружия. Топоры имели простой обух с круглым проухом диаметром в 1 дюйм (2,54 см) и тонкое, но довольно большое полотно шириной 4—6 дюйма (10,16—15,24 см), шейка около обуха — не больше 1 дюйма, длина — 7—9 дюймов (17,78—22,86 см) (возможно, иногда и больше). Рукоятка в ранний период имела длину редко больше 14 дюймов (35,56 см), в поздних образцах — длиннее. Вес около 1 фунта (454 г). Лезвие обычно не имело следов заточки, это был просто прямо обрезанный лист железа. Закалки не было. Часть томагавков заточку лезвия имеет. Поверхность полотна может украшаться гравировкой, круглой или фигурной прорезкой, например, в форме сердечка, солнца, полумесяца, лапы медведя. Редко шейка полотна и обух были рельефно украшены. Особенности незаточенных томагавков показывают, что они могли использоваться как церемониальное оружие, но, возможно, и как боевое.

#### Трубочные томагавки
Это был самый популярный тип томагавка. Он появился около 1685 года и получил распространение с середины XVIII века среди восточных племён. Изготовлением трубочных томагавков занимались англичане, французы и затем американцы. У трубочных томагавков в рукояти имелся сквозной канал по всей длине, а на обухе — чашечка для табака. Чашечка могла быть сделана из обрезка ружейного ствола, а в поздний период — из латунной гильзы. Канал или прожигали в мягкой сердцевине ясеня, или прибегали к склеиванию рукоятки из двух половинок. Мундштук чаще по-разному оформляли из дерева, а при наличии инкрустации рукояти металлом, он делался из того же металла: олова, свинца, серебра. На поздних томагавках он мог быть из никелированной латуни. Верхнее отверстие канала затыкалось круглой пробкой из дерева, металла, рога. При необходимости чистки канала её можно было вынуть. Известен и вариант, когда весь верхний торец с отверстием закрывала металлическая пластина, прибитая гвоздиками. У трубочного томагавка может быть сломано полотно, тогда он используется просто как трубка.
Некоторые трубочные томагавки можно трансформировать в томагавк с молотком или с остриём. В редком варианте, для этого в чашечку трубки, имеющую внутреннюю резьбу, ввинчивается головка молотка. Но обычно чашечка вывинчивается, а на её место закручивается шип.
Важно, что трубочные томагавки, в отличие от «священных трубок», не имели сакрального значения, хотя у восточных племён могли применяться в церемониях с воскурениями. Богато украшенные трубочные томагавки — с гравировкой и инкрустацией цветным металлом на полотне и металлическими деталями на рукоятке — использовались и в дипломатии между белыми и индейцами как дары, потому что являли собой яркий символ, связанный с культурными традициями североамериканских индейцев: с одной стороны имеется как бы символ мира, с другой — «топор войны». Возможно, именно к таким относятся томагавки, лезвия которых не имеют заточки. Причём самый край лезвия может украшаться гравированным орнаментом (район Великих озёр).
У небольшой части трубочных томагавков из района Великих озёр имеется своеобразное украшение в виде сильно отходящего вперёд и вниз из-под нижней стороны полотна прутка с маленьким колечком на конце или с завёрнутым в колечко концом. В другом варианте, он завёрнут кольцом в сторону рукоятки. Эти одиночные детали, скорее, являются аналогами парных отростков эспонтонных томагавков. Среди трубочных имеются крупные экземпляры томагавков на рукоятке длиной в 60 см, которые по своим размерам являются аналогами миссурийских военных топоров. Они даже были популярны в тех же самых племенах.

#### Эспонтонные томагавки
«Эспонтонный (спонтонный) томагавк» (англ. spontoon tomahawk) произошёл от древкового оружия с аналогичным названием, которым были вооружены офицеры европейских армий XVIII века — эспонтона. Но ещё ближе он к более раннему протазану. Существовали и другие названия для этого типа: «minnewaukan» (c дельтоидной формой полотна и без дополнительных отростков), «кинжальное лезвие» (англ. dagger-bladed), «ромбическое лезвие» (англ. diamond-bladed), и «французский тип» (англ. french type).
Томагавки этого типа также иногда делали из латуни. Их лопасти бывают различных размеров и очертаний, например, в форме ромба или большого шипастого наконечника стрелы, а у основания нередко имеют пару декоративных спиральных отростков, закрученных в ту или другую сторону. Редко эти отростки были прямыми или слегка изогнутыми, направленными под углом вперёд, что напоминает ловушки для клинкового оружия. Бывают парные отростки. Иногда они загибаются в кольца, а в поздних вариантах часто образуют сплошные кольца, а то и просто превращаются в пару полукружий. Полотно томагавка могло быть стилизовано под голову бизона в фас. Короткие или более длинные отростки образуют рога, а четыре отверстия на полотне — глаза и ноздри. Другой вариант томагавка, также имеющего полотно в виде головы бизона, отличается как бы «обрубленным» спереди лезвием.
Иногда полотно эспонтонного томагавка в форме ромба может иметь в полотне такой же формы большое ромбическое отверстие (это практиковалось и для обычных томагавков). Иногда полотно не прямое, а имеет небольшой изгиб книзу, как у клевцов. Редко встречается форма, когда остриё томагавка значительно загибается вниз. Наиболее точно копирующий форму протазана имеющийся экземпляр томагавка относится уже к концу XIX века, а не к основному периоду бытования этого оружия.
Встречались и беспроушные томагавки, этого типа, наподобие более старых кельтов. Редким типом является трубочный эспонтонный томагавк, снабжённый не плоским клинком, а остриём типа кирки, как у томагавка с остриём. Часто эспонтонные томагавки были трубочными и исключительно редко имели на обухе остриё или второе, меньшее, полотно в форме клинка. Также известен вариант из района Великих озёр, когда томагавк обычной формы на обухе дополнен уменьшенной копией эспонтонного, украшенного типичными загнутыми отростками.
Подобные лезвия применялись и для дубинок. Но последние часто ещё были снабжены — так же как индейские ножи (тип «хвост бобра», фр. dague, дэг, дэгги) и копья — репликой копья армии Конфедерации (т. н. «байонет») с парой или четырьмя прямоугольными выступами в основании.
Эти томагавки поставляли с начала XVIII века на свои подконтрольные территории — вплоть до устья Миссури — французы. Затем их производство подхватили англичане, американцы, канадцы.

#### Томагавки с остриём
Томагавки с остриём или крюком на обухе (пи́ковые томагавки) (англ. spike axe или spike tomahawk) часто являлись так называемыми абордажными топорами, использовавшимися на военно-морском флоте, или рабочими (плотницкими) топорами. Обе эти категории топоров часто снабжались указанным приспособлением, которое применялось при штурме вражеского корабля или как багор при различных работах. Сохранившиеся экземпляры их могут быть собственно абордажными топорами, рабочими топорами, а также специально изготовленными как оружие, для продажи индейцам. Томагавки с остриём были особенно популярны в восточных лесах, а в позднее время, например, ирокезы могли позировать для фотографии и с пожарным топором.
Формы и размеры этих томагавков довольно разнообразны. Острия чаще были в виде тонких шипов, реже — в виде плоских клинков или толстых коротких или более длинных клювов. Так как наличие острия на обухе не всегда удобно, то и имеются редкие экземпляры с остриём, загнутым в кольцо. Рукоятки часто укреплены железными спусками, которые бывают как едиными с головкой, так и раздельными. У абордажного варианта полотно часто имеет на нижней стороне пару зубчатых зарубок. Реже сама форма полотна такая, что зарубки направлены в сторону рукоятки. Известны и цельнокованые пиковые томагавки. Они довольно миниатюрные, а железная рукоятка снабжена утолщением в месте захвата рукой. Условно к данному типу томагавков можно отнести ещё пару единичных образцов. У одного на обухе имеется не шип, а некое украшение, заканчивающееся небольшим стержнем со шляпкой, что не могло служить и молотком. У второго крюк на обухе выполнен в виде птичьей головы.

#### Томагавки с молотком
Внешне томагавки с молотком на обухе или томагавки-молоты (англ. hammer poll tomahawk) мало отличаются от трубочных. Если только это не гораздо менее изящные торговые топоры с молотком. Использовались индейцами и поселенцами и, видимо, были популярны у стрелков-колонистов в качестве ремённых топоров.

#### Торговые топоры
Торговые топоры (англ. trade axes) названы так из-за использования их в пушной торговле (так называли и другие товары), отсюда и следующее название — топоры пушной торговли (англ. trade fur axe). Они поставлялись для торговли с индейцами Голландией, Францией, Англией и поселенцами самой Северной Америки. Индейцы же использовали их не только для хозяйственных целей, но и для войны.
Эти топоры менее изящны, чем собственно томагавки. Обух их часто просто закруглён или плоский (чтобы использовать как молоток). Многие торговые топоры по форме лопасти относятся к полутопорам. Некоторые топоры предназначались для снабжения армии, где они использовались с Войны за независимость и почти весь XIX век в качестве ручного топора (англ. hand axe). Часть из них была уменьшенными вариантами обычных рабочих топоров и валочных топоров лесорубов. Другие отличались приливом молотка на обухе и прорезью гвоздодёра на нижней стороне лопасти. Эти по типу относятся к топорам-молоткам кровельщика или кровельным (англ. shingler's hatchet или англ. shingling hatchet — досл. топор для дранки). Аналогичный полутопор относится к планочным (англ. lathing hatchet). Молоток на их обухе имеет такой малый диаметр, что может рассматриваться как тупой шип. Несмотря на своё изначальное предназначение эти топоры могли украшаться инкрустацией другим металлом и надписями. Некоторое количество топоров являются двусторонними, то есть с одинаковыми лопастями, направленными в разные стороны, как у лабрисов. Рукоятки вставлялись или сверху проуха, или снизу. Проухи были любые: от круглых, до имевших форму вытянутых узких треугольников.
Называли их по-разному: «томагавк», «торговый топор», «топорик» (англ. hatchet), «индейский топор», «топор скво» (англ. squaw axe) или «томагавк-скво». Последние названия связаны с тем, что этими топорами часто работали женщины, что относится и к большим рабочим топорам. Так же называли и обычные томагавки, имевшие закруглённый обух. Названия «ремённый топор» (англ. belt axe) и «сумочный топор» (англ. bag axe) даны наиболее мелким экземплярам за способ ношения. К ним относятся и двусторонние бабочковидные ремённые топоры (англ. butterfly belt axes).

### Алебардовые томагавки
Алебардовые томагавки (англ. halberd tomahawks, trade halberds) или по-другому «боевые топоры» (англ. battle axe) — это напоминающие алебарды специально сделанные топорики, предназначенные для торговли с индейцами. Происхождение их английское.
Рукоятка таких томагавков обычно крепится с помощью конусной втулки, как у копья, но встречаются и экземпляры с длинным штоком, который забивается в рукоятку. На нижнем конце деревянной рукоятки может находиться железный вток в виде острого конуса. Железная часть монолитна и чаще представляет собой полукруглый или другой формы широкий (редко узкий) топорик с двумя дополнительными плоскими остриями — вверху и на обухе. У других разновидностей на обухе имеется чашечка курительной трубки или изогнутый крюком шип. У одного редкого вида чашечка трубки находится прямо под обуховым остриём. Верхнее остриё имеется не всегда. Острия могут иметь и форму стамески. Некоторые модели имеют разборную головку. При этом головка навинчивается на вертикальную часть (втулку с остриём) по резьбе. Остриё и чашечка курительной трубки также могут крепиться на резьбе.
Некоторые алебардовые томагавки не имеют втулки для рукоятки. Их рукоятки железные и составляют единое целое с головкой. Реже железная или латунная рукоятка вставлялась в гнездо и закреплялась заклёпкой. Эти рукоятки круглые или плоские и заострены на конце.
Внешне такое оружие напоминает средневековый европейский метательный топорик — хёрбат. У других на рукоятках остались пазы под деревянные накладки с отверстиями для заклёпок. Обычно эти топоры довольно легки, так как выкованы из достаточно тонкого металла.
К алебардовым иногда относят и обычные проушные томагавки, у которых сверху, в проух, вставлен наконечник копья. Иногда его заменяет рог бизона.
Считается, что не очень удобные алебардовые томагавки являлись, скорее, знаком статуса вождей. Их использовали индейцы восточных лесов в 1700-х годах до конца Войны за независимость. Со временем какое-то количество этих томагавков достигло равнин, попав, например, к апачам.

### Другие «томагавки»
В литературе название «томагавк» эпизодически применяется и для другого оружия индейцев. В том числе и для палиц атапасков, представляющих собой отпиленный рог северного оленя с выступающим отростком, в который вставлялось маленькое, как наконечник стрелы, каменное или железное остриё. Вкладыш мог быть и другой формы. Железные вкладыши могли вбиваться и вдоль рукоятки. Подобное оружие отмечено также у индейцев южной Аляски и северной части Британской Колумбии. Было оно и у американских эскимосов (погамаган, погаман).
Индейцы изготовляли курительные трубки, головки которых иногда более или менее точно передавали форму трубочного томагавка, обычно в виде топорика и редко — эспонтонного. Часто для этого использовался камень катлинит. Применялась инкрустация оловом. Реже у такой трубки могла быть и отдельная катлинитовая рукоятка-чубук. Если она достаточно длинная, то собиралась из нескольких секций. Катлинитовые трубки чаще всё же не полностью имитировали настоящие томагавки или были совершенно условны. Изделия же из других видов камня (песчаник, чёрный сланец) полностью повторяли их конструкцию. Трубка в виде трубочного томагавка могла также быть полностью вырезана из дерева (ирокезы).
В романе Германа Мелвилла «Моби Дик» «томагавком» именуется курительная трубка соответствующей формы, принадлежащая одному из персонажей — Квикегу.

## Рукоятки
Рукоятки проушных томагавков чаще вставляются сверху, поэтому они не требуют расклинивания. Железо или просто насаживается на дерево, или между ними имеется прокладка из мягкого металла, кожи или сукна (если рукоятка обшита сукном). Если отверстие слишком мало или владелец желал иметь более толстую рукоятку, чем позволял верхний насад, то рукоятка вставлялась снизу. У торговых топоров использовались разные способы насадки.
Рукоятки обычно прямые, но иногда встречаются и с изгибами в ту или иную сторону. Длина их чаще 40—50 см, у крупных — 60 см. Но имеются как совсем короткие рукоятки — около 35 см, так и длинные — около 1 м. В качестве материала для них традиционно использовалась древесина гикори, ясеня, клёна, маклюры. Для кельтов с остриём известно применение как рукоятки толстого жильного пучка с бронзовым или железным элементом жёсткости внутри. Некоторые алебардовые томагавки имели металлические рукоятки, иногда с деревянными накладками под ладонь. Известны и томагавки с остриём, имеющие железную рукоятку, скованную с головкой.
Некоторые рукоятки беструбочных томагавков имеют на конце отверстие для петли — темляка. Если в рукоятке имеется трубочный канал, то отверстие делается повыше, в специальном наплыве-выступе на передней стороне рукоятки и может использоваться также для подвески украшений. Таких выступов бывает также две или три штуки. Реже отверстие делается не на выступе, а просто ближе к переду. Если томагавк не имеет трубки — для которой нужен какой-нибудь мундштук — то конец рукоятки может, хотя и редко, оканчиваться втоком. Например, в виде вставки из слоновой кости или длинного конуса из железного листа, как у копья.

## Украшения томагавков
Множество индейских томагавков были сделаны довольно просто и далеко не все они дополнительно украшались. Реже, по сравнению с трубочными, получали богатое оформление томагавки с остриём и алебардовые. Из украшений обычны рельефные детали на втулке и трубке, фигурные отверстия на полотне и гравировка. Отверстия — круглые, в виде сердечка или треугольные. Последние могли быть как маленькими, так и занимали бо́льшую часть полотна. Редко полотно бывает прорезано сложным ажурным отверстием. Гравировка была не только орнаментальной, но и с европейскими геральдическими мотивами, иногда и сюжетной. Такой рисунок бывает выполнен в стиле пиктографии и примитивных рисунков лесных индейцев. Очень редки рисунки в стиле равнинных индейцев. Редким украшением являются крупные круглые выпуклые латунные боссы по сторонам полотна.
Часто имеются надписи: политические лозунги или чаще какие-то подписи изготовителя или владельца. Или посвятительные надписи, как у томагавков, подаренных вождю шауни Текумсе. У одного из них она выполнена просто гравировкой по железу. У другого — надпись на серебряной вставке на рукоятке. Ещё один имеет гравировку с именем на горизонтально расположенной золотой полоске инкрустированной в полотно. У следующего — гравировка по железу передаёт имя достаточно непривычно, а вертикальная серебряная полоска на другой стороне полотна слишком затёрта. Золотую и серебряную инкрустацию на бойке имели томагавки, предназначавшиеся в подарки вождям. Причём фигуры инкрустаций могли быть самые разные.
Обычными украшениями для индейских томагавков были обшивка рукоятки мехом или сукном, набивка латунных гвоздиков с крупными шляпками или обмотка её сплошь плотными витками латунной или медной проволоки или полосками, сплетёнными из игл дикобраза. У некоторых томагавков рукоятки отделаны точно так же, как и ружейные ложа в XVIII—XIX вв. — они имеют тёмные поперечные полосы, нанесённые морилкой aqua fortis, то есть азотной кислотой. Видимо, подражая этой технике, применяли обжиг. Реже рукоятки окрашивали, например, чередуя красные, зелёные и чёрные кольца. Встречается даже китайская лаковая живопись. Некоторые рукоятки были резными (такую сделал себе вождь апачей Джеронимо). Часто передняя сторона рукоятки была покрыта зубчатыми вырезами под пальцы. Иногда украшением служили перья, шкурки горностая и скальпы. Танцевально-церемониальные томагавки имели на конце рукоятки различные подвесы в виде расшитых бисером кожаных треугольников с бахромой, бубенчики, полосы из сукна или меха. На последние могли нашиваться круглые зеркальца. Пробка, закрывающая сверху канал в рукоятке трубочного томагавка, иногда может выступать сантиметров на десять и на конце иметь несколько прядей скальповой бахромы. Богато украшенные томагавки-трубки имели рукоятки, отделанные вставками из олова, латуни, нейзильбера или даже серебра. На этих вставках могли гравироваться изображения. Например, фигура индейца, а на мундштуке — голова рыбы. У серебряного мундштука бывает и закрывающий его колпачок на цепочке. Или же серебряная цепочка просто соединяла открытый серебряный мундштук с такой же вставкой повыше. Это символическая «серебряная цепь дружбы». Мундштук и выступающий верхний конец рукоятки могли быть инкрустированы и свинцом. Мягким металлом заливались и спирали боковых отростков на эспонтонных томагавках.

## Чехол для томагавка
Изредка применялись чехлы для переноски томагавков (англ. tomahawk case). Они напоминают колчан или чехол для лука в виде трубки из мягкой кожи, украшенной вышивкой и бахромой. Имеется перевязь для ношения через плечо.

## Использование европейцами
Томагавк также использовался европейскими поселенцами: охотниками, первопроходцами и до середины XIX века — военными. В том числе и в качестве ремённого топора. Интересный факт — у Петра I был томагавк. Он выставлен в одной из витрин Кунсткамеры.

## Томагавки в новейшее время
В XX веке в США метание томагавка было распространённым развлечением (в городе Френдшип в штате Индиана проводились соревнования по метанию томагавков), а большинство изготовленных в стране томагавков составляли сувениры.
Американские солдаты брали с собой томагавки на многочисленные войны новейшего времени. Так во время вьетнамской войны у них был популярен пиковый томагавк Питера ЛаГана. При разработке этого «вьетнамского томагавка» уделялось особое внимание на лёгкость его использования при метании. В настоящее время многочисленные модификации топоров с названием «томагавк» (в том числе и «вьетнамского») выпускаются западными фирмами. Многие современные модели рассчитаны на армейское применение (тактические топоры и томагавки) (и применяются). Причём в настоящее время часто используется лишь вторая половина слова «томагавк» — hawk (что на английском звучит как «ястреб»), например, Vietnam War Hawk. С томагавками много работают современные мастера по обработке металла и авторскому художественному оружию. В обычной жизни томагавки используется в сферах спорта, туризма и исторических реконструкций.

## Галерея
- Вождь сенека Сеятель Кукурузы с необычным трубочным томагавком.
F. Bartoli
- Вождь понка Стоящий Медведь с крупным трубочным томагавком
- Двулезвийный томагавк не-персе от Компании Гудзонова залива
- Томагавк оглала-сиу, кон. XIX в.
- Прикла́дная дубинка (англ. gunstock war club) с байонетным лезвием. 
Музей Карла Мая в Радебойле
- Вождь оджибве Томас Маленькая Ракушка с рабочим топором в качестве томагавка